# Человек из Урфы

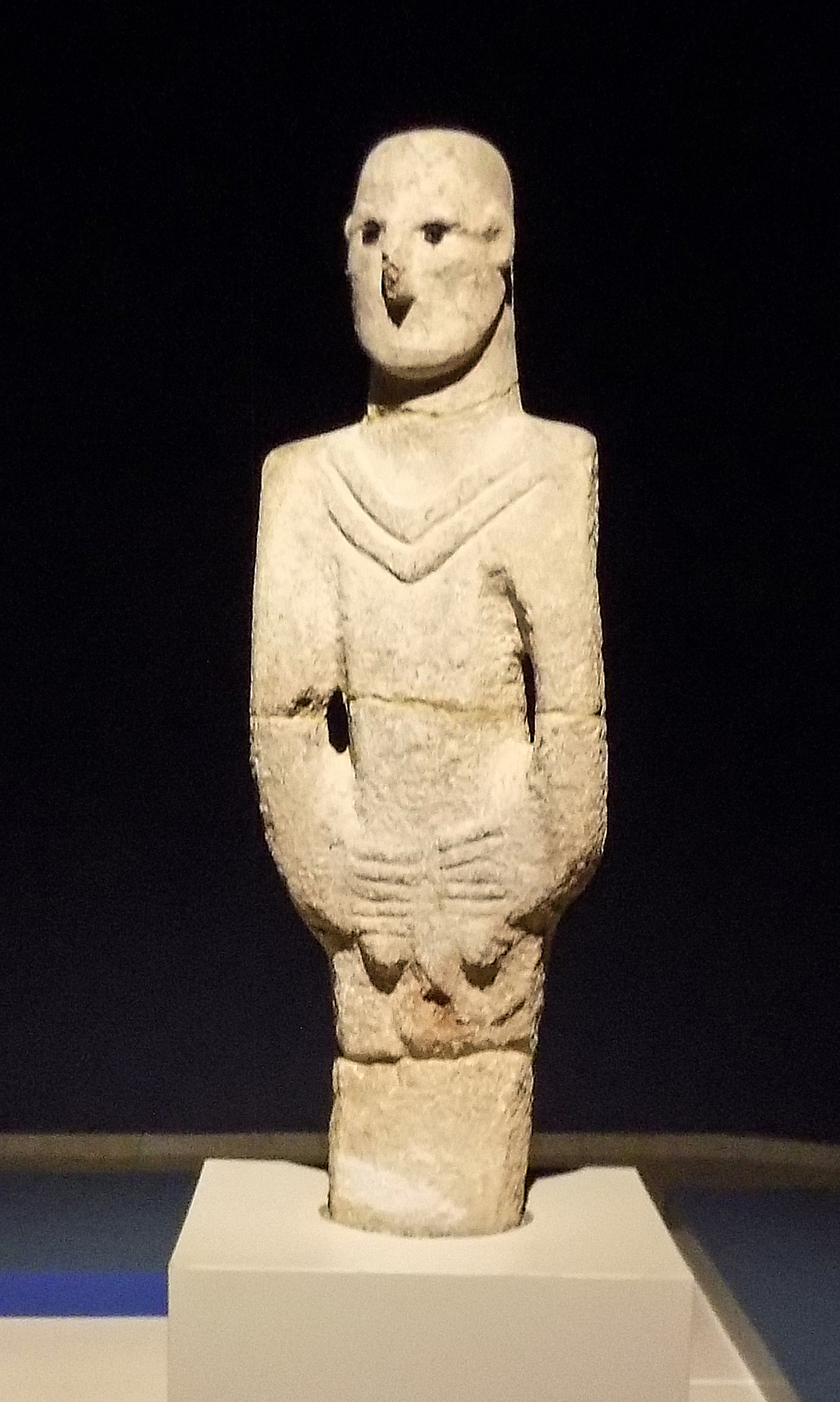
Статуя в музее археологии и мозаики Шанлыурфы

Человек из Урфы, также известный как «Статуя Балыклыгеля» — это статуя, найденная в Балыклыгеле близ Шанлыурфы, в Северной Месопотамии, на юго-востоке современной Турции. Датируется периодом докерамического неолита, предположительно около 9000 г. до н. э. ближе ко времени стоянок Гёбекли Тепе и Невали Чори. Считается «одной из древнейших натуралистических скульптур человека, сделанных в натуральную величину».

## Открытие
Как сообщается, статуя была найдена в 1993 году во время строительных работ на улице Ени Йол в Балыклыгеле. Там же с 1997 года исследовалась стоянка периода докерамического неолита Урфа Ени-Йол. Это недалеко от других известных стоянок докерамического неолита в окрестностях Шанлыурфы: Гёбекли-Тепе (около 10 километров) и Гюрджютепе.

## Описание статуи
Материал — песчаник. Высота — почти 1,90 метра. Глаза выполнены как глубокие отверстия, в которые вставлены кусочки черного обсидиана. На груди V-образный воротник или ожерелье. Руки сложены спереди и придерживают фаллос.

## Фотографии

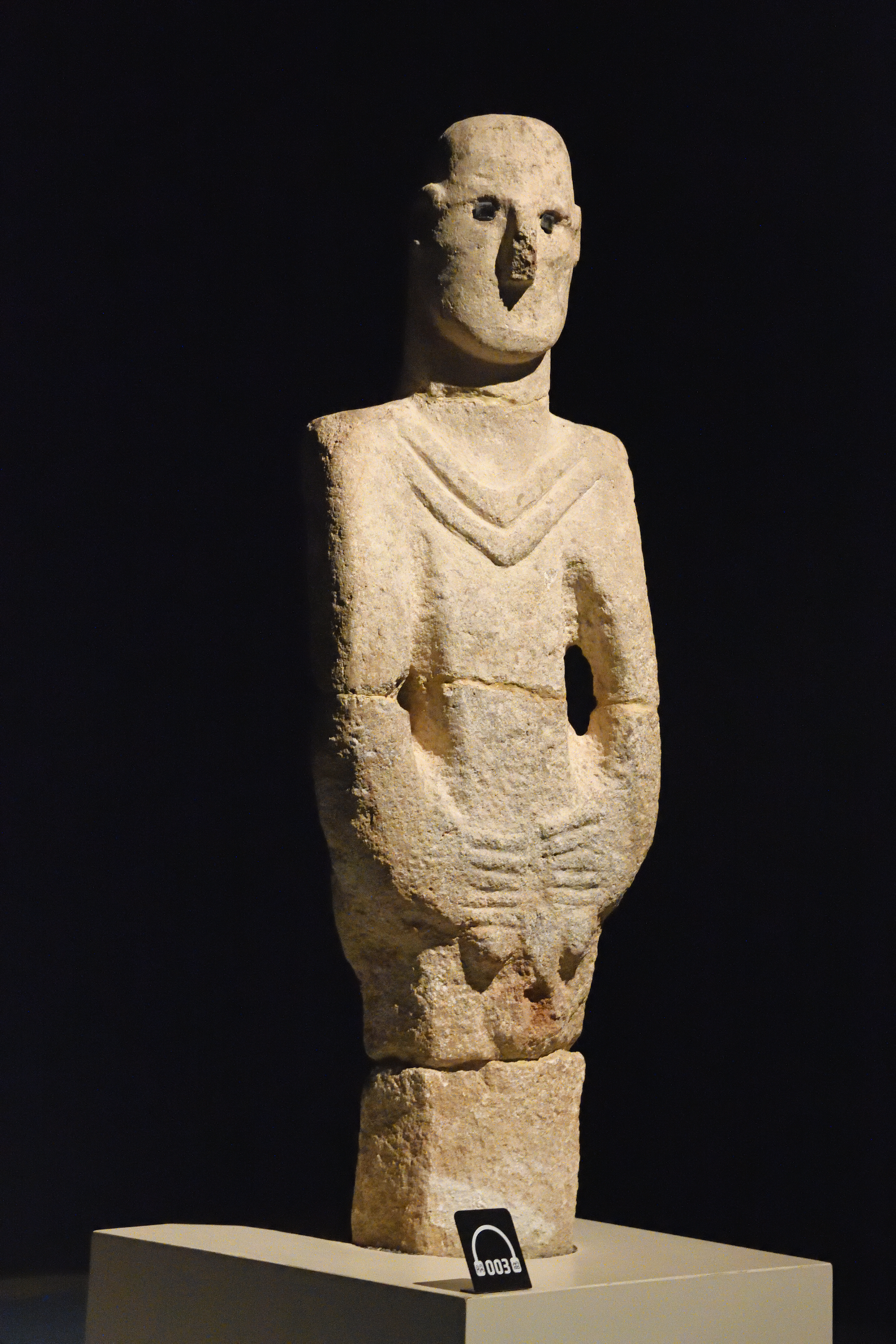
Другой вид статуи
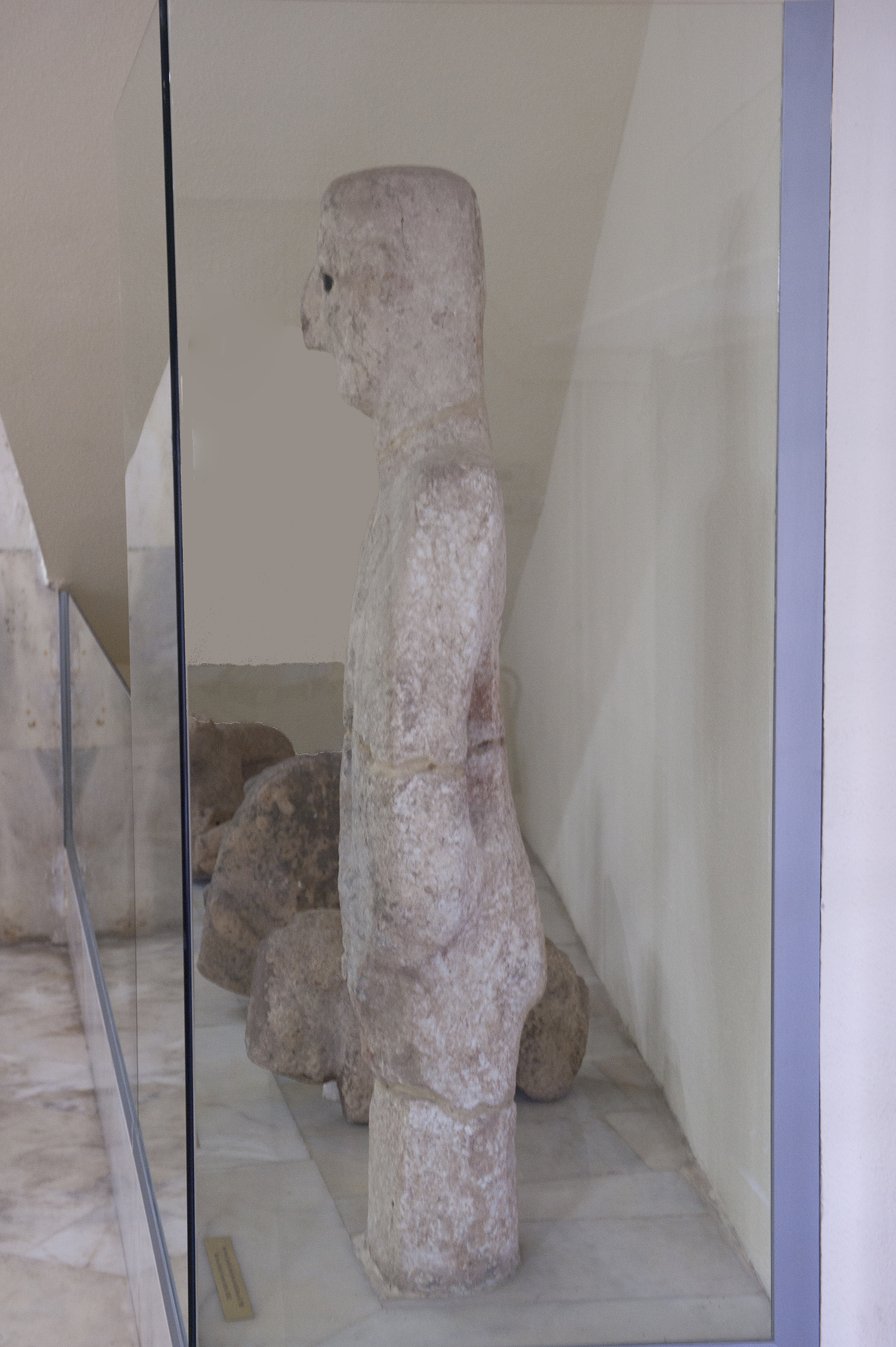
Вид сбоку
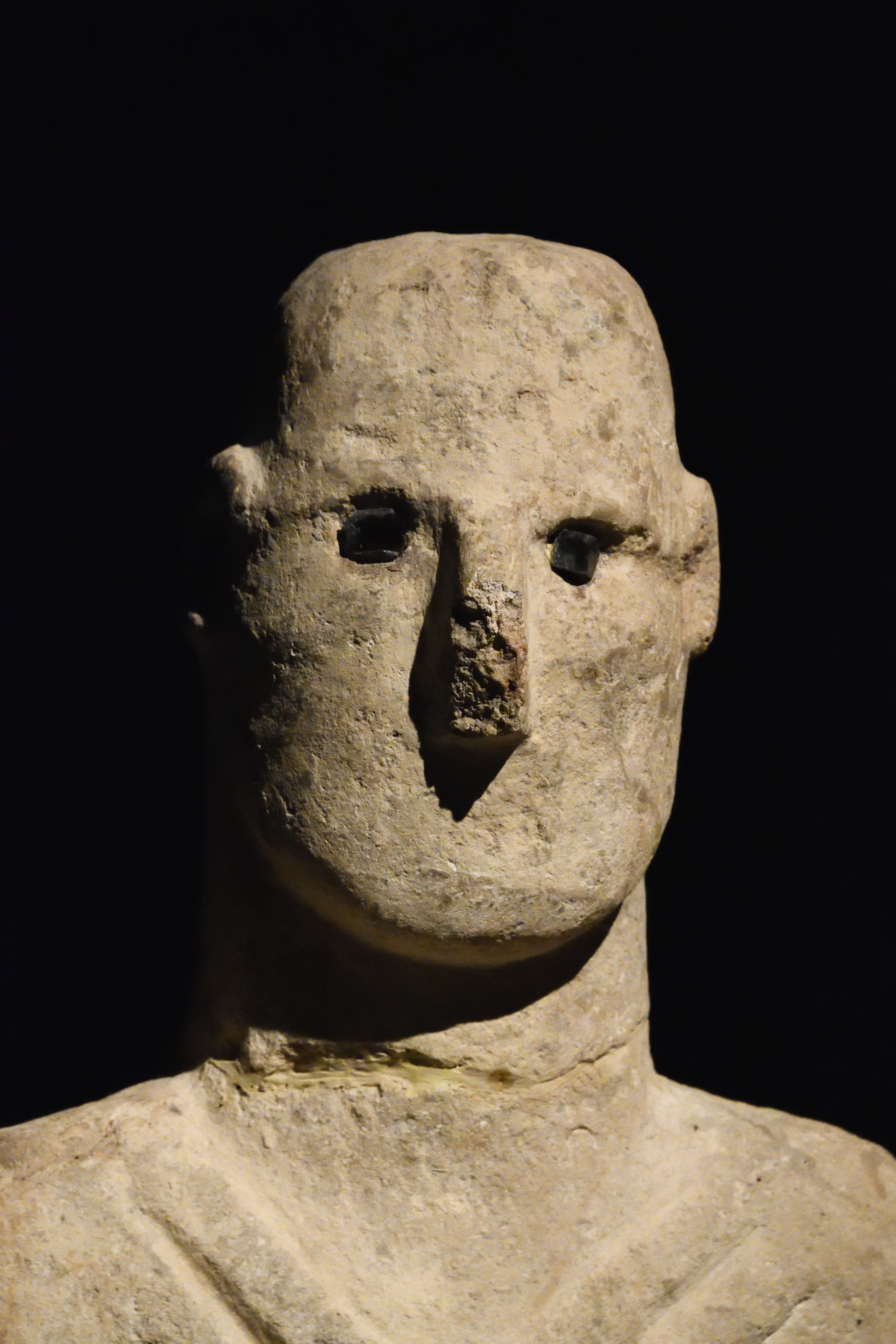
Лицо
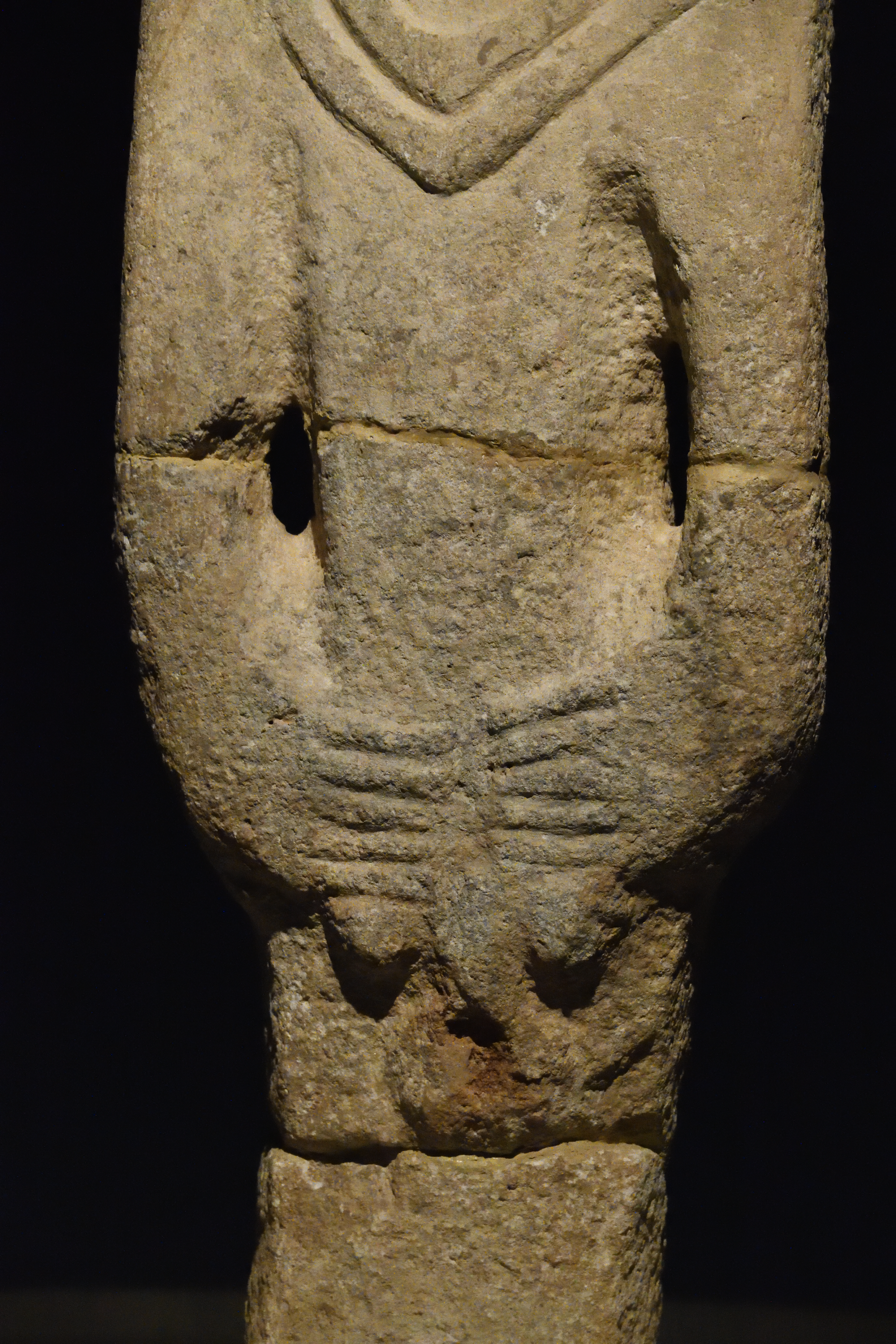
Руки, придерживающие фаллос